# Rutilus ylikiensis
Rutilus ylikiensis és una espècie de peix cipriniforme de la família dels ciprínids.

## Morfologia
Els mascles poden assolir els 28,5 cm de longitud total.

## Distribució geogràfica
Es troba a alguns llacs de Grècia.